# TAKEHARU GUITAR
TAKEHARU GUITAR （タケハルギター）は、作曲家でありギタリストの山本丈晴が1970年代にプロデュースした（木曾）鈴木バイオリン社製のギター。クラシック・ギター・モデルとフォーク・ギター・モデルがあった。フラット・トップ 6 弦、ヘッドに TAKEHARU GUITAR のロゴとマーク、サウンド・ホール内に山本のサインのあるラベル。新星堂より TAKEHARU GUITAR 弦も販売していた。

## モデル

### クラシック・ギター
GH-80
G-85
裏/側板：マホガニー、ブリッジ：ローズウッド、指板：ローズウッド、ナット・サドル：プラスティック

G-120
G-180
GT-200
LGT-31Bトップ:スブルース単板、サイド/側板:ローズウッド合板、スケール630mm

### フォーク・ギター
ヘッド、ピックガードは独特のデザイン。ポジションマークはスノーフレーク型。
オーディトリアム（０００）タイプ
FT-100　裏/側板：マホガニー、ナット幅：約44mm
　FT-120　FT-130　全長：102cm、幅：38cm、厚み：10cm、ネックスケール：約66cm、重さ：1,810g　FT-150　裏/側板：ローズウッド、ネックスケール約650mm弱、ナット幅約43mm、サドル：プラスチック、バック：３ピース
ドレッドノートタイプ
WT-100
WT-120
WT-130
主な材質：マホガニー
WT-150
WT-200
トップ単板、裏/側板：ローズウッド
WT-250
裏/側板：ローズウッド
WT-300
グロス・フィニッシュ、スプルース・トップ、裏/側板：ブラジリアン？ローズウッド。マホガニー・ネック、ローズウッド指板
WT-350
WK-65
スプルース・トップ、裏/側板：マホガニー。ローズウッド指板、ドレッドノートタイプ。ナット幅 1 11/16 インチ

WK-150
WK-200
WK-250
W200
W400
WTK 200